# Миссия (фильм, 1999)
«Миссия» (англ. The Mission, кит. 鎗火) — гонконгский боевик 1999 года режиссёра Джонни То. Занимает 14 строчку в списке «100 лучших китайских кинолент» по версии Ассоциация Гонконгской кинопремии.

## Сюжет
После неудачного покушения на жизнь крупного криминального босса Луна его младший брат Фрэнк приглашает пятерых наёмных убийц для защиты родственника и обнаружения заказчика. В команду входят хладнокровный Кёртис, вспыльчивый Рой, немногословный Джеймс, сдержанный Майк и начинающий Шин. Опасная работа вскоре превратила временных сотоварищей в искренних друзей.

## Актёры
- Энтони Вонг — Кёртис
- Френсис Ын — Рой
- Лам Сует — Джеймс
- Рой Чунг — Майк
- Джеки Луй — Шин
- Эдди Ко — Лун
- Саймон Ям — Фрэнк
- Вонг Тин-Лин — Чун

## Награды
Картина получила премию Hong Kong Film Award в категории «лучшая режиссура» (Джонни То) и была номинирована ещё в пяти: «лучший фильм», «лучшая мужская роль второго плана» (Лам Сует), «лучшая монтажная работа» (Чи Вай Чан), «лучшая хореография» (Ка Сан Чун) и «лучшая музыка» (Чи Вин-Чун). Общество Hong Kong Film Critics Society присудило ленте награду в категориях «лучший фильм» и «лучший режиссёр» (Джонни То). Фильм участвовал в Тайбэйском кинофестивале «Золотая лошадь» и был награждён одноимённой премией в категориях «лучший актёр» (Фрэнсис Нг) и «лучший режиссёр» (Джонни То).

## Критика
На агрегаторе рецензий Rotten Tomatoes рейтинг одобрения составляет 60 % на основе 5 рецензий со средней оценкой 5,6 из 10. 
Критик журнала Senses of Cinema Стивен Тео в анализе фильма пишет: «В глазах всего мира гонконгская гангстерская картина представляет собой квинтэссенцию самого Гонконга — крепкого, быстро движущегося, полного движения и много другого — по отношению к действию. Фильмы Джона Ву часто приводятся в качестве примера лучших в этом жанре. <…> Хотя Джонни То принадлежит к той же школе, его фильм „Миссия“ является неким отходом от этого экшн-стиля. <…> Разница заключается не в деталях повествования или построении сюжета, а в обработке стиля. Стилистические различия говорят сами за себя: например, То гораздо менее склонен к использованию символов, чем Джон Ву или Цуй Харк (в особенности Ву, хорошо известный своими католическими символами, такими как голуби, священники и часовни в „Наёмном убийце“). Но, как и его коллеги, То обращается к центральной концепции yi — кодексу братства среди фигур преступного мира, и элементам wuxia — которые выступают органической чертой гангстерских драм».
Рецензент газеты San Francisco Chronicle в своём обзоре отмечает: «В число телохранителей входит малообещающий набор — сутенёр, парикмахер, бармен, профессиональный боевик и одинокий волк. Совместное пребывание под огнём — катализатор мужской дружбы, и они становятся чёткой командой. <…> Опасно садиться за стол с этими людьми. Эти пятеро не только выложат свои карты на стол — они положат свои пушки туда же».